# Baselga di Piné
Baselga di Piné (německy Wasilig-Pineid) je trentinská obec (comune) v autonomní oblasti Tridentsko-Horní Adiže na severu Itálie. Nachází se přibližně 12 kilometrů severovýchodně od města Trento. V roce 2012 zde žilo 4 992 obyvatel na území 40,8 km². Obec Baselga di Piné se skládá z jednotlivých vesnic a osad (frazioni) Miola, Faida, Ricaldo, Sternigo, Montagnaga, Baselga, Vigo, Tressilla a Rizzolaga.

## Okolní obce
Bedollo, Fornace, Lona-Lases, Palù del Fersina, Pergine Valsugana, Sant'Orsola Terme, Segonzano, Telve, Valfloriana

## Sport
V obci se nachází otevřená rychlobruslařská dráha, která svým umístěním v nadmořské výšce přibližně 1000 m n. m. patří k nejrychlejších nekrytým drahám.